# Szczytno
Szczytno (Duits: Ortelsburg) is een stad in het Poolse woiwodschap Ermland-Mazurië, gelegen in de powiat Szczycieński. De oppervlakte bedraagt 9,96 km², het inwonertal 25.970 (2005).

## Geschiedenis
Kort na 1350 vestigde de Duitse Orde een grensversterking in het nauwelijks bewoonde bosgebied die bescherming bood aan boeren uit Mazovië welke werden aangetrokken voor de ontginning   voor landbouwgebruik. In 1370 werd de versterking door Pruzzen en Litouwers verwoest en daarna als burcht in steen heropgebouwd. 
In 1525 werd Oost-Pruisen een geseculariseerd hertogdom dat de lutherse hervorming invoerde en ook de bevolking in Ortelsburg en omgeving ging tot dat geloof over. Hun gebied kwam nauwelijks tot enige bloei omdat het in de Zweeds-Poolse oorlogen herhaalde malen verwoest werd en daarna, in 1656, opnieuw door de invallende Tataren welke verwoesting een pestepidemie met zich meebracht. Opnieuw zou de bevolking gedecimeerd worden door een epidemie in de jaren 1709-1711. Om meer ontwikkeling op gang te brengen kreeg de plaats in 1723 stadsrecht en werd er in 1744 een garnizoen gelegerd. Meer dan een paar honderd inwoners zou ze overigens niet tellen en in 1809 werd ze opnieuw, nu door Franse troepen, bezet en moesten de inwoners de lasten daarvan dragen.
In 1883 werd de stad aangesloten op het spoornet van de 'Preussische Staatsbahn' en kon een bescheiden industrialisatie, vooral van steenbakkerijen, op gang komen. De bevolking bestond in meerderheid uit Mazuren, die na 1860 in toenemende mate het Duits als taal overnamen. In 1910 was het inwonertal tot 8.000 gestegen. De Russische bezetting van oostelijk Oost-Pruisen aan het begin van de Eerste Wereldoorlog verwoestte in 1914 de stad. De Russen werden teruggedreven en meteen begon de wederopbouw met steun van de ‘partner’steden Berlijn en Wenen.
In 1920 moesten de inwoners, zoals de gehele bevolking van Mazurië, ingevolge de bepalingen van het Verdrag van Versailles, in een volksstemming aangeven of zij bij het opnieuw  opgerichte Polen wilden behoren dan wel bij Duitsland wilden blijven. Van de meer dan vijfduizend stemgerechtigden kozen 15 voor de eerste optie. In 1939 telde de stad 13.000 inwoners. 
Na de bezetting en verwoesting, begin 1945, door het Sovjet-leger namen Poolse autoriteiten het gezag over. Degenen die geen Pools konden spreken, en dat betrof de grote meerderheid, moesten de stad verlaten en werden vervangen door Polen (zie Verdrijving van Duitsers na de Tweede Wereldoorlog. Hun plaatsen werden ingenomen door Polen en Oekraïners. Sindsdien heet Ortelsburg Szczytno. In de loop van de jaren vijftig en zestig zouden de achtergebleven Mazuren de Duitse nationaliteit aanvragen om te kunnen vertrekken naar de Bondsrepubliek Duitsland (BRD).
In 1990 was, ten opzichte van 1945, de bevolking verdubbeld maar al langere tijd is er stagnatie van de groei.

## Geboren
- Gustav von Fabeck (1813–1889), Pruisisch generaal
- Horst Kopkow (1910–1996), Gestapo-ambtenaar
- Gerhard Scheumann (1930–1998), documentairemaker in de DDR
- Waldemar Kobus (1966), toneel- en filmspeler in Duitsland

## Verkeer en vervoer
- Station Szczytno

Stadsdistricten:
Elbląg · Olsztyn

Districten:
Bartoszyce · Braniewo · Działdowo · Elbląg · Ełk · Giżycko · Gołdap · Iława · Kętrzyn · Lidzbark Warmiński · Mrągowo · Nidzica · Nowe Miasto Lubawskie · Olecko · Olsztyn · Ostróda · Pisz · Szczytno · Węgorzewo

Grootste steden:
Bartoszyce · Działdowo · Elbląg · Ełk · Iława · Giżycko · Kętrzyn · Mrągowo · Ostróda · Olsztyn · Szczytno